# Dominggus Mandacan

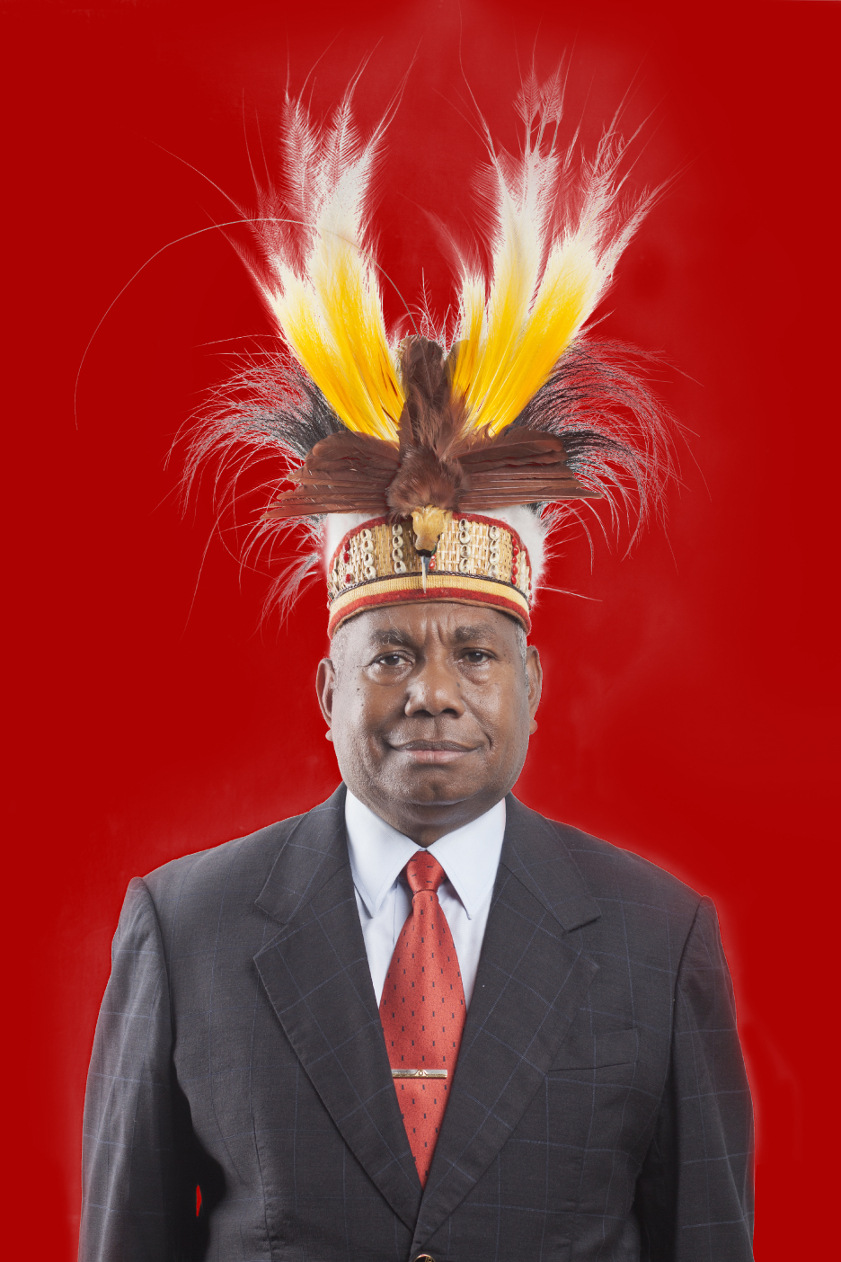
Dominggus Mandacan, 2016

Dominggus Mandacan (* 16. Dezember 1959 in Manokwari) ist ein indonesischer Politiker der nationaldemokratischen Partei Nasdem. Er ist aus dem westpapuanischen Stamm der Arfak.
2012 stellte er sich zur Wahl als Gouverneur der Provinz Papua Barat (Westpapua), verlor jedoch die Wahl. Erneut kandidierte er 2017 und gewann die Wahl. Dominggus Mandacan ist seit dem 12. Mai 2017 als Nachfolger von Eko Subowo Gouverneur von Papua Barat. Unterstützt wurde er bei seiner Wahl von der Demokratischen Partei des Kampfes Indonesiens (PDI-P) in Person der Bürgermeisterin von Surabaya Tri Rismaharini, der Partei Nasdem und der Partai Amanat Nasional (PAN). Davor war Dominggus Mandacan von 2000 bis 2010 Regent des Regierungsbezirks Manokwari und von 2010 bis 2013 Regent der Bergregion Pegunungan Arfak. Seit dem 9. Mai 2018 ist er auch Vorsitzender der Partei Nasdem in Papua Barat.

## Auszeichnungen
Eine von Charlie D. Heatubun auf der Vogelkophalbinsel neu entdeckte Betelpalmenart wurde 2008 nach ihm benannt: Areca mandacanii.